# قشرة (علم النبات)

مقطع عرضي لساق نبات الكتان:
1. نخاع (نبات)
2. نسيج وعائي خشبي
3. نسيج وعائي خشبي I
4. نسيج وعائي لحائي I
5. نسيج أرضي (مشقة)
6. قشرة
7. بشرة (علم النبات)

القشرة أو القلف في علم النبات، القشرة هي طبقة خارجية من الجذع أو الجذر في نبات وعائي، تقع أسفل البشرة ولكن خارج الحزم الوعائية. تتكون القشرة في الغالب من خلايا برنشيمية كبيرة ذات جدران رقيقة من نظام الأنسجة الأساسية وتظهر القليل من التمايز الهيكلي أو لا تظهره على الإطلاق. غالبًا ما تكتسب الخلايا القشرية الخارجية جدرانًا خلوية سميكة بشكل غير منتظم، وتسمى الأنسجة الأرضية.